# Moving Pieces EP
『Moving Pieces EP』（ムービング ピーシーズ イーピー）は、Travis Japanの1枚目のEP。
2023年6月5日にアメリカ合衆国のキャピトル・レコードおよび日本のユニバーサル ミュージック ジャパンより発売された。

## 概要
「Moving Pieces EP」は、Travis Japanにとって初めてのEP。本作に先駆けて配信されたセカンドシングル『Moving Pieces』のほか、カゴメ野菜飲料「あざやかに、生きよう」篇のCM曲である「Charging!」、bior organics「オーガニックアクアエアレスクッション」CM曲「Still on a journey」、ロゼット「笑顔、ずっと、つづけ」篇のCM曲「Keep On Smiling」を収録している。

## チャート成績
6月19日付の「オリコン週間デジタルアルバムランキング」で19,167ダウンロードを記録し、初登場1位を獲得した。また、7月3日付の同ランキングでも2週ぶりに1位に返り咲いた。
6月29日発表の「オリコン上半期ランキング2023」の「デジタルアルバムランキング」で2位を獲得した。

## 収録曲
1. Moving Pieces
作詞・作曲：Jason Poo Bear Boyd・The Audibles
2. Charging!
作詞：ASIL、作曲・編曲：Peter Nord
  - カゴメ野菜飲料「あざやかに、生きよう」篇のCMソング
3. Still on a journey
作詞：JUN・Funk Uchino・D&H(PURPLE NIGHT)、作曲：Sebastian Thott・Christian Fast・Gabriel Brandes、編曲：Sebastian Thott
  - bior organics「オーガニックアクアエアレスクッション」CMソング

6月15日に公開されたダンスビデオは七五三掛龍也が振付を担当した[8]。
4. Keep On Smiling
作詞：Funk Uchino・JUNE・Nelson Babin-coy、作曲・編曲：Erik Lidbom
  - ロゼット「笑顔、ずっと、つづけ」篇のCMソング